# Tongbei Meihuaquan
Tongbei meihuaquan 通背梅花拳 è il nome di un Taolu che viene insegnato all'interno della scuola Hongdong di Tongbeiquan. Questa è una forma di livello intermedio di Tongbeiquan con movimenti rapidi delle braccia e delle gambe.